# おうりゅう (潜水艦)
 おうりゅう（ローマ字：JS Oryu, SS-511）は、海上自衛隊の潜水艦。艦名は「豊富な知識を持つ縁起の良い龍」を意味する凰龍（おうりゅう）から名付けられた。そうりゅう型潜水艦の11番艦。従来までのスターリング機関と鉛蓄電池を廃し、リチウムイオン蓄電池（GSユアサ製）を搭載するよう改設計されており、世界で初めて機関の構成要素にリチウムイオン蓄電池を採用した潜水艦である。建造費は約660億円。

## 艦歴
「おうりゅう」は、中期防衛力整備計画（23中期防）に基づく平成27年度計画2900トン型潜水艦8126号艦として、三菱重工業神戸造船所で2015年11月16日に起工され、2018年10月4日に命名・進水、2020年3月5日に引渡式・自衛艦旗授与式が挙行され、就役した。第1潜水隊群第3潜水隊に編入され呉基地に配備された。
2021年8月20日から9月22日にかけて、日本からグアム島に至る海域において実施された令和3年度第1回米国派遣訓練（潜水艦）に参加した。

### 歴代艦長
| 代       | 氏名     | 在任期間              | 出身校・期 | 前職               | 後職             | 備考     |
| 艤装員長 | 艤装員長 | 艤装員長              | 艤装員長   | 艤装員長           | 艤装員長         | 艤装員長 |
| -------- | -------- | --------------------- | ---------- | ------------------ | ---------------- | -------- |
|          | 岡本雄二 | 2018.10.4 - 2020.3.4  | 防大42期   | もちしお艦長       | おうりゅう艦長   |          |
| 艦長     |          |                       |            |                    |                  |          |
| 1        | 岡本雄二 | 2020.3.5 - 2021.6.17  | 防大42期   | おうりゅう艤装員長 | 潜水艦教育訓練隊 |          |
| 2        | 村野史雄 | 2021.6.18 - 2023.2.16 |            | 潜水艦教育訓練隊   | 潜水艦隊司令部   |          |
| 3        | 山本裕充 | 2023.2.17 -           |            | 潜水艦隊司令部幕僚 |                  |          |